# Денниця (Ямбольська область)
Де́нниця (болг. Денница) — село в Ямбольській області Болгарії. Входить до складу общини Болярово.

## Населення
За даними перепису населення 2011 року у селі проживала 81 особа.
Національний склад населення села:
| Національність   | Кількість осіб | Відсоток |
| ---------------- | -------------- | -------- |
| болгари          | 68             | 84,0%    |
| цигани           | 12             | 14,8%    |
| турки            | 0              | 0%       |
| Всього відповіли | 81             |          |

Розподіл населення за віком у 2011 році:
Динаміка населення: